# Echinosquilla
Echinosquilla is een geslacht van kreeftachtigen uit de klasse van de Malacostraca (hogere kreeftachtigen).

## Soort
- Echinosquilla guerinii (White, 1861)